# 布蘭森鎮區 (密蘇里州托尼縣)
布蘭森鎮區（英語：Branson Township）是位於美國密蘇里州托尼縣的一個行政鎮區。

## 地方資料
布蘭森鎮區的面積為146.56平方千米，當中陸地面積為144.20平方千米，而水域面積為2.35平方千米。根據2020年美國人口普查的數據，當地共有人口21664人，而人口密度為每平方千米147.82人。